# Benthamia
Benthamia – rodzaj roślin z rodziny storczykowatych (Orchidaceae). Obejmuje około 30 gatunków występujących w Afryce na Madagaskarze, Reunion, Mauritiusie.

## Systematyka
Rodzaj sklasyfikowany do podplemienia Orchidinae w plemieniu Orchideae, podrodzina storczykowe (Orchidoideae), rodzina storczykowate (Orchidaceae), rząd szparagowce (Asparagales) w obrębie roślin jednoliściennych.
Wykaz gatunków
- Benthamia africana (Lindl.) Hermans
- Benthamia bathieana Schltr.
- Benthamia boiteaui Hervouet
- Benthamia bosseri Hervouet
- Benthamia calceolata H.Perrier
- Benthamia catatiana H.Perrier
- Benthamia chlorantha (Spreng.) Garay & G.A.Romero
- Benthamia cuspidata H.Perrier
- Benthamia dauphinensis (Rolfe) Schltr.
- Benthamia elata Schltr.
- Benthamia exilis Schltr.
- Benthamia flavida Schltr.
- Benthamia glaberrima (Ridl.) H.Perrier
- Benthamia herminioides Schltr.
- Benthamia humbertii H.Perrier
- Benthamia longicalceata H.Perrier
- Benthamia macra Schltr.
- Benthamia madagascariensis (Rolfe) Schltr.
- Benthamia majoriflora H.Perrier
- Benthamia melanopoda Schltr.
- Benthamia misera (Ridl.) Schltr.
- Benthamia monophylla Schltr.
- Benthamia nigrescens Schltr.
- Benthamia nigrovaginata H.Perrier
- Benthamia nivea Schltr.
- Benthamia perfecunda H.Perrier
- Benthamia perularioides Schltr.
- Benthamia praecox Schltr.
- Benthamia procera Schltr.
- Benthamia rostrata Schltr.
- Benthamia verecunda Schltr.